# Iván Sosa
Iván Ramiro Sosa Cuervo (ur. 31 października 1997 w Pasca) – kolumbijski kolarz szosowy.

## Osiągnięcia
Opracowano na podstawie:

2017
- 1. miejsce w klasyfikacji młodzieżowej Vuelta al Táchira
- 3. miejsce w Tour of Bihor
  - 1. miejsce w klasyfikacji młodzieżowej

2018
- 1. miejsce na 4. etapie Vuelta al Táchira
- 1. miejsce w Tour of Bihor
  - 1. miejsce w klasyfikacji młodzieżowej
  - 1. miejsce na etapie 2a
- 1. miejsce w Adriatica Ionica Race
  - 1. miejsce w klasyfikacji młodzieżowej
  - 1. miejsce na 3. etapie
- 1. miejsce w Sibiu Cycling Tour
  - 1. miejsce w klasyfikacji młodzieżowej
  - 1. miejsce w klasyfikacji górskiej
  - 1. miejsce w klasyfikacji punktowej
  - 1. miejsce na 1. etapie
- 1. miejsce w Vuelta a Burgos
  - 1. miejsce w klasyfikacji młodzieżowej
  - 1. miejsce w klasyfikacji górskiej
  - 1. miejsce na 5. etapie
- 1. miejsce na 7. etapie Tour de l’Avenir

2019
- 2. miejsce w Tour Colombia
  - 1. miejsce w klasyfikacji górskiej
- 2. miejsce w Route du Sud
  - 1. miejsce w klasyfikacji młodzieżowej
  - 1. miejsce na 3. etapie
- 1. miejsce w Vuelta a Burgos
  - 1. miejsce w klasyfikacji młodzieżowej
  - 1. miejsce w klasyfikacji górskiej
  - 1. miejsce na 3. i 5. etapie
- 2. miejsce w Giro del Piemonte

2020
- 1. miejsce na 5. etapie Vuelta a Burgos

2021
- 1. miejsce w Tour de La Provence
  - 1. miejsce w klasyfikacji młodzieżowej
  - 1. miejsce na 3. etapie

2022
- 1. miejsce w klasyfikacji górskiej Gran Camiño
- 1. miejsce w Vuelta a Asturias
  - 1. miejsce na 2. etapie
- 1. miejsce w Tour de Langkawi
  - 1. miejsce na 3. etapie

## Rankingi
| Rok              | 2017 | 2018 | 2019 | 2020 | 2021 | 2022 | 2023 | 2024 |
| ---------------- | ---- | ---- | ---- | ---- | ---- | ---- | ---- | ---- |
| World Ranking    | 986. | 93.  | 110. | 838. | 284. | 119. | 408. | 466. |
| UCI Europe Tour  | 758. | 11.  |      |      |      |      |      |      |
| UCI Asia Tour    | 355. | -    |      |      |      |      |      |      |
| UCI America Tour | 328. | 86.  | 9.   | 62.  | 25.  | 12.  | 39.  | 42.  |
|                  |      |      |      |      |      |      |      |      |
| Źródło: UCI      |      |      |      |      |      |      |      |      |